# 286 a. C.
El año 286 a. C. fue un año del calendario romano prejuliano. En el Imperio romano se conocía como el Año 468 Ab urbe condita. 

## Acontecimientos

### Grecia
- Al tiempo que Demetrio Poliorcetes y su ejército son perseguidos por Asia Menor hasta los montes Tauro por los ejércitos de Lisímaco y Seleuco, en Grecia su hijo Antígono logra éxitos. La flota de Ptolomeo es expulsada y los atenienses se rinden a Antígono.
- Después de permitir que Pirro de Epiro permaneciera en posesión de Macedonia con el título de rey, es expulsado por Lisímaco que se declara a sí mismo rey, en lugar de Pirro.

### República romana
- Se aprueba una nueva ley, la Lex Aquilia. Esta ley proporciona compensaciones a los propietarios que han sido perjudicados por la negligencia de otro, Lex Aquilia de damno, que es el fundamento de la responsabilidad por culpa.

- Se aprueba la Lex Hortensia. Esta ley declaró la obligatoriedad de los plebiscitos a las leyes y la difusión de la costumbre de dar a todas las disposiciones legislativas aprobadas ese año el nombre de ley.